# Brigitte Haertel
Brigitte Haertel ist eine deutsche Publizistin und Journalistin. Sie ist Gründerin und  Chefredakteurin des katholischen Magazins Theo.

## Leben
Haertel studierte Germanistik und Geschichte in Düsseldorf. Nach dem Studium arbeitet sie ab 1986 beim ersten Düsseldorfer Stadtmagazin Überblick als Chefredakteurin. Sie gründete den Verlag Inhouse Printmedien für Corporate Media und schrieb als freie Autorin für Zeitungen wie die Süddeutsche Zeitung. 2007 gründete sie das Magazin Theo, deren Herausgeberin und Chefredakteurin sie ist.